# Peene-Werft PW 1500

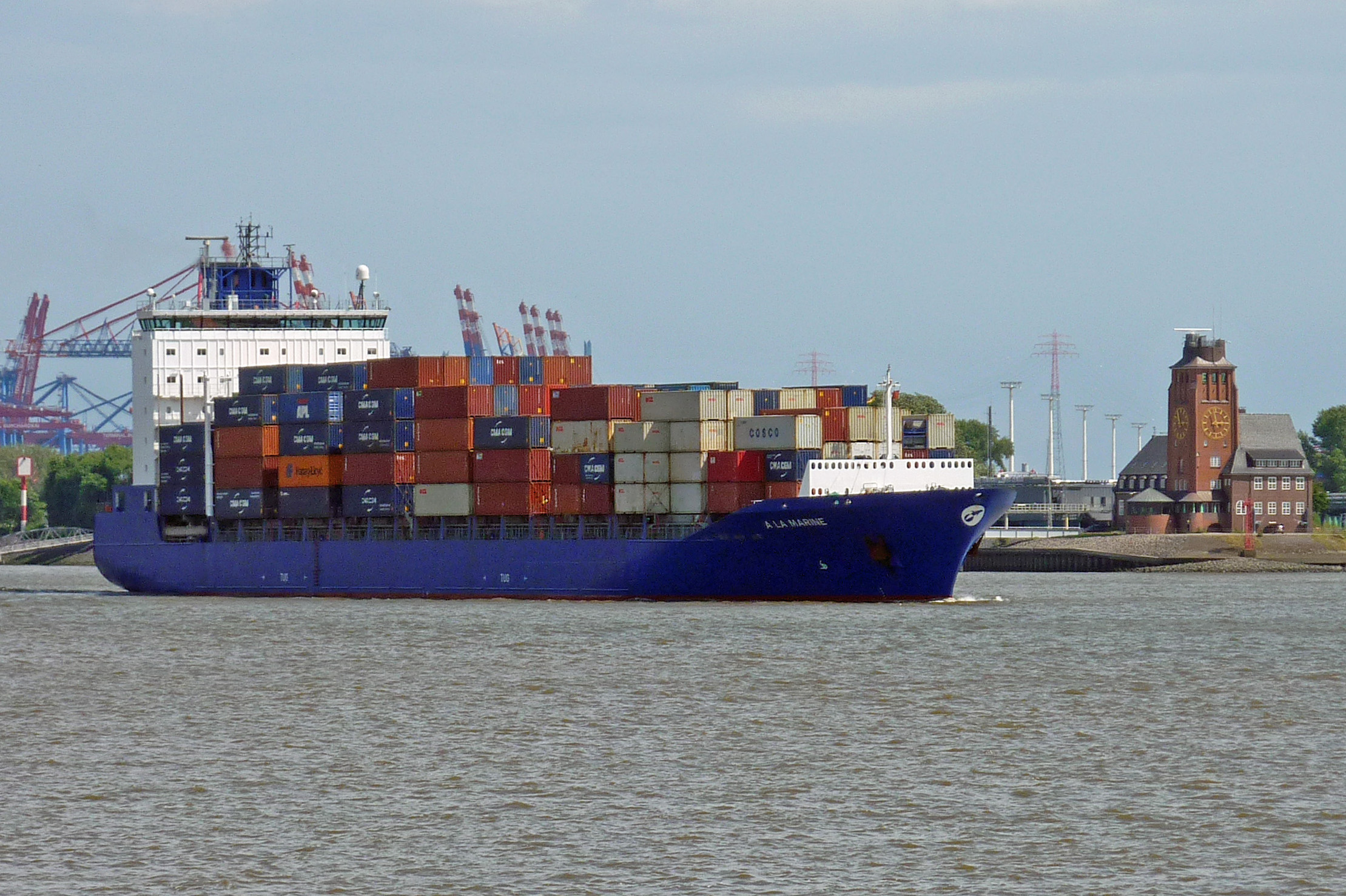
A La Marine (ex Nadine) 2020 auf der Elbe in Hamburg

Der Containerschiffstyp Peene-Werft PW 1500 wurde in einer Serie von 18 Einheiten gebaut.

## Einzelheiten
Die Baureihe PW 1500 der Wolgaster Peene-Werft wurde in den Jahren 2004 bis 2009 für verschiedene Reedereien gebaut.
Die Schiffe sind als Baltic-Max-Feeder-Containerschiffe ausgelegt. Die Kapazität beträgt rund 1500 TEU. Bei einer homogenen Beladung mit 14 Tonnen schweren 20-Fuß-Containern ist der Transport von bis zu 1435 TEU möglich.
Der Antrieb der Schiffe besteht aus einem MAN-Zweitakt-Dieselmotor des Typs 8S50MC-C. Der Motor wirkt auf einen Festpropeller. Weiterhin stehen drei Hilfsdiesel und ein Notdiesel-Generator zur Verfügung. Die An- und Ablegemanöver werden durch ein Bugstrahlruder unterstützt.

## Bauliste
| Peene-Werft PW 1500                | Peene-Werft PW 1500 | Peene-Werft PW 1500 | Peene-Werft PW 1500 | Peene-Werft PW 1500                            | Peene-Werft PW 1500                                                                           |
| Bauname                            | Bau- nummer         | IMO- nummer         | Ablieferung         | Auftrag- geber                                 | Umbenennungen und Verbleib                                                                    |
| ---------------------------------- | ------------------- | ------------------- | ------------------- | ---------------------------------------------- | --------------------------------------------------------------------------------------------- |
| Marguerite A.                      | 525                 | 9305893             | 2. Juni 2005        | Arkas Denizcilik ve Nakliyat, Izmir            | 2005 Maersk Varberg, 2009 Marguerite A., 2017 Vento di Zefiro, 2020 Marguerite A, so in Fahrt |
| Hilde A.                           | 526                 | 9305908             | 13. Juli 2005       | Arkas Denizcilik ve Nakliyat, Izmir            | 2005 Maersk Vyborg, 2009 Hilde A., 2019 Vento di Scirocco, 2025 Hilde A, so in Fahrt          |
| Cape Faro                          | 531                 | 9347712             | 5. Mai 2006         | Columbia Shipmanagement, Limassol              | 2024 CUL Xiamen, so in Fahrt                                                                  |
| Cape Flint                         | 532                 | 9347724             | 1. Juni 2006        | Columbia Shipmanagement, Limassol              | 2024 MSC Manasvi II, so in Fahrt                                                              |
| Cape Forby                         | 533                 | 9356842             | 31. Juli 2006       | Columbia Shipmanagement, Limassol              | So in Fahrt                                                                                   |
| Cape Franklin                      | 534                 | 9359301             | 21. Dezember 2006   | Columbia Shipmanagement, Limassol              | So in Fahrt                                                                                   |
| Sima Saman                         | 538                 | 9330903             | 22. September 2006  | Simatech Shipping & Forwarding, Dubai          | 2012 Sima Sapphire, 2018 AS Roberta, 2023 Denis A, 2024 Casablanca A, so in Fahrt             |
| Capt. Kattelmann                   | 539                 | 9330915             | 15. November 2006   | Simatech Shipping & Forwarding, Dubai          | So in Fahrt                                                                                   |
| Cape Fulmar                        | 537                 | 9359313             | 8. März 2007        | Columbia Shipmanagement, Limassol              | So in Fahrt                                                                                   |
| Sima Sahba                         | 540                 | 9330927             | 18. August 2007     | Simatech Shipping & Forwarding, Dubai          | 2012 St John Victory, 2012 Coromandel, 2014 Sima Sahba, 2022 GFS Sapphire, so in Fahrt        |
| Sima Sadaf                         | 541                 | 9330939             | 27. September 2007  | Simatech Shipping & Forwarding, Dubai          | 2018 AS Rafaele, 2023 Onur G A, 2024 Tanger A, so in Fahrt                                    |
| Cape Fawley                        | 544                 | 9379363             | 27. Februar 2008    | Columbia Shipmanagement, Limassol              | So in Fahrt                                                                                   |
| Cape Felton                        | 545                 | 9379375             | 23. April 2008      | Columbia Shipmanagement, Limassol              | So in Fahrt                                                                                   |
| Cape Ferrol                        | 546                 | 9359325             | 5. Juni 2008        | Columbia Shipmanagement, Limassol              | So in Fahrt                                                                                   |
| Emotion                            | 547                 | 9359258             | 29. Juli 2008       | JR Shipping, Harlingen                         | So in Fahrt                                                                                   |
| Christopher                        | 548                 | 9359260             | 30. September 2008  | Reederei Rudolf Schepers                       | 2022 Judith, so in Fahrt                                                                      |
| Empire                             | 554                 | 9387425             | 12. März 2009       | JR Shipping, Harlingen                         | So in Fahrt                                                                                   |
| Nadine                             | 552                 | 9386524             | 4. Juni 2009        | Wilhelmsen Ship Management Singapore, Singapur | 2009 A la Marine, 2012 OOCL Novgorod, 2013 A la Marine, so in Fahrt                           |
| Daten: Miramar Ship Index, Equasis |                     |                     |                     |                                                |                                                                                               |